# Meroplinthus
Meroplinthus is een geslacht van kevers uit de familie  
kniptorren (Elateridae).
Het geslacht is voor het eerst wetenschappelijk beschreven in 1891 door Candèze.

## Soorten
Het geslacht omvat de volgende soorten:
- Meroplinthus ambrosius Costa, 1975
- Meroplinthus costae Golbach, 1984
- Meroplinthus decorus Costa, 1975
- Meroplinthus schneideri (Schwarz, 1906)
- Meroplinthus trilineatus (Lucas, 1859)
- Meroplinthus trinotatus (Candèze, 1882)